# Tamarau
Tamarau eller mindorobuffel (Bubalus mindorensis) är ett oxdjur endemiskt för ön Mindoro som tillhör Filippinerna.

## Utbredning
Tidigare fanns tamarau på hela ön Mindoro, upp till 2000 meter över havet. Ön Mindoro har en areal på 9735 km² och idag förekommer tamaraun bara i två skyddszoner centralt på ön som tillsammans uppgår till 100 km². Under pleistocen förekom en population även på ön Luzon.

## Systematik
Tamaraus artstatus var länge oklar. Den behandlades ibland som underart till vattenbuffel eller som nära släkting till låglandsanoa. Nyare studier av djurets DNA slog fast att tamarau är en egen art, nära släkt med vattenbuffeln.

## Utseende
Tamarau är tydlig mindre och kraftigare än vattenbuffel. Den når en kroppslängd på omkring 220 centimeter utan svans, har en mankhöjd på en meter och en vikt på mellan 220 och 300 kilogram. Pälsen är mörkbrun till svartgrå. Båda könen bär horn som är särskilt tjocka, men med en längd på 35 till 50 cm är de tydligt kortare än hos vattenbuffeln.

## Ekologi
Den behöver skogar eller områden med tät undervegetation för att vila, och gräsmark för att äta. Vanligen lever den ensam och kan vara aktiv både på dagen och på natten. Kanske kan störningar från människan tvingat den till nattaktivitet. Tamarau är växtätare och livnär sig främst av gräs.
Efter dräktigheten, som varar i 276 till 315 dagar föder honan en enda unge. Ungdjuren har i början rödbrun päls, först efter tre till fyra år liknar de vuxna individer. Ungefär vid samma tidpunkt lämnar de modern. Livslängden uppskattas till 20–25 år.

## Tamarau och människan

### Status och hot
Arten kategoriseras av IUCN som akut hotad (CR). Hotet utgörs av olaglig jakt, habitatförstöring och sjukdomar som introducerats genom tamboskapens etablering på ön. Beståndet uppskattas beroende på olika källor med 30 till 200 individer.

### I kulturen
Tamarau är det största landlevande däggdjur på Filippinerna. Sedan 1936 finns omfattande skyddsåtgärder för arten som betraktas som nationell symbol. Tamarau är avbildat på mynten för 1 peso.